# Madrid Masters 2004
Il Madrid Masters 2004 è un torneo di tennis che si è giocato sul cemento indoor. 
È stata la 3ª edizione del Madrid Masters,che fa parte della categoria ATP Masters Series nell'ambito dell'ATP Tour 2004. Il torneo si è giocato nella Madrid Arena di Madrid in Spagna 
dal 18 al 25 ottobre 2004.

## Campioni

### Singolare
Marat Safin ha battuto in finale  David Nalbandian con il punteggio di 6–2, 6–4, 6–3

### Doppio
Mark Knowles /  Daniel Nestor hanno battuto in finale  Bob Bryan /  Mike Bryan con il punteggio di 6–3, 6–4